# Гаїчка іранська
Гаїчка іранська (Poecile hyrcanus) — вид горобцеподібних птахів родини синицевих (Paridae).

## Поширення
Поширений лише в горах на південь від Каспійського моря на півночі Ірану та південному сході Азербайджану. Його природне середовище проживання — листяні гірські ліси.

## Опис
Іранська гаїчка сягає близько 12,5 см завдовжки. Має темно-коричневе тім'я та горло, що виділяються на тлі білих щік. Верхня частина тіла має каштанове забарвлення, а нижня частина світла, рожево-охриста під час свіжого линяння та сірувата згодом.

## Спосіб життя
Харчується гусеницями, комахами та насінням. Гнізда облаштовує у дуплах дерев. У кладці 5-7 білих яєць.